# Ridder Ræddik
Ridder Ræddik er et dansk historisk, drabeligt, tragikomisk tv-drama for børn og unge i 16 episoder, skrevet og produceret af Carsten Overskov for Danmarks Radio i 1980.

## Handling
Serien fortæller historien om helten fra slaget ved Roncesvalles, Ræddik Harefod. Den mere sultne end modige ridder og borgherre på Hareborg. Den mægtigste borg med de højeste tårne og tykkeste mure. Inden for de nærmeste 100 meter.
Historien er, at Ræddiks broder Andrik er taget på korstog til det hellige land og hans datter Fersken er nu efterladt i Ræddiks varetægt på Hareborg. Ræddik er mest interesseret i at æde lammekølle, drikke vin og fortælle om sine bedrifter i Karl Magnus' tjeneste, hvor han egenhændigt måtte nedkæmpe 3000 fjender. Muligvis færre, når Ræddiks væbner Rudolfo (døbt Rudolf), minder ham om, at han jo også var med ved Roncevalles og husker tingene anderledes.
Men virkeligheden, med at få hverdagen til at hænge sammen, skaffe midler til mad og slippe helskindet fra stridigheder med naboen og rivalen Isengrim eller de lokale bønder, trænger sig hele tiden på. Men hvis noget kommer i vejen for Jomfru Ferskens flugtplaner, der med den modvillige og pyntesyge Hubert Hosehuls hjælp skal befri hende fra fangenskabet på Hareborg, kan hun selv i farens stund udvise overmenneskelig styrke, uden nødvendigvis altid at være klar over, hvad der foregår.

## Historisk korrekthed
Det fortælles i indledningen til andet afsnit, at handlingen foregår for 500 år siden. Mindst. Og midt i Riddertiden. Det kan forklares med, at Ridder Ræddik er en bouillonterning, et opkog af alle ridderhistorier, hvor Jeanne d'Arc (1412-1431) kan mødes med en veteran fra slaget ved Roncesvalles (år 778), hvis bror er taget på korstog (1096-1291).
En tv-tegneserie, hvor fx Don Quijote møder Ivanhoe og Lady Rowena er skiftet ud med en dominerende og handlekraftig Jomfru Fersken med rapunzel-fletning, der er myndling hos en Front-de-Bœuf, der ser usynlige fjender overalt og i stedet for "cave adsum" har "hop hare hop" skrevet på sit skjold.

## Medvirkende
| Skuespiller                   | Rolle                                                                           |
| ----------------------------- | ------------------------------------------------------------------------------- |
| Jens Okking                   | Ridder Ræddik Harefod, borgherre på Hareborg (afs. 1-14)                        |
| Lilian Goldin                 | Jomfru Fersken Harefod, ridderens brorsdatter og myndling                       |
| Claus Strandberg              | Rudolfo, ridderens tro og spillekort-behændige væbner                           |
| Bent Warburg                  | Hubert Hosehul, jomfruens udkårne                                               |
| Tanja Lauridsen, dukkespiller | Arthur, voldgravsdrage                                                          |
| Carsten Overskov              | Fortæller                                                                       |
| Hans Kragh-Jacobsen           | Galahad (afs. 5), Alkymisten Astarac (afs. 11-12)                               |
| Allan Mortensen               | Walther von der Vogelweide: Naboen Isengrims mestersanger fra Nürnberg (afs. 7) |
| Kirsten Cenius                | Armida, saracensk troldkvinde (afs. 9)                                          |
| Anne Marie Helger             | Jeanne d'Arc (afs. 15)                                                          |
| Hans Christian Ægidius        | Ridder Andrik Harefod, Ræddiks broder, Ferskens fader (afs. 16)                 |

## Afsnit i stikord
De enkelte afsnit er ikke blevet tildelt officielle titler.
1. Introduktion, freden er forbi
2. Ferskens flugtforsøg. Skal Fersken i kloster og spøger det på Hareborg? Og hvorfor hedder Rudolfo ikke Rudolf?
3. Huberts fængsling og Arthur er i vejen for Ferskens flugtplan
4. Kongeligt besøg. Kan Karl Magnus få spærret Ræddik inde i fadeburet, så Fersken kan flygte?
5. Det store slag ved Hareborg. En kendt ridder kommer på besøg. Kan han redde Fersken og lægge verden for Ræddiks fødder?
6. Udyret skal dø! En duel på lammekøller ved hanegal skal endelig sætte Fersken fri
7. Mestersangeren. Ræddik får mulighed for at sætte Isengrim på plads
8. Isengrim går til angreb
9. Forbandelsen. En gammel bekendt besøger Ræddik og sandheden om Roncesvalles kommer frem
10. Badedag. Fersken ser en flugtmulighed, da et sendebud kalder Ræddik til kongens undsætning
11. Guldmageren 1; det er svært at fremstille guld
12. Guldmageren 2; måske findes en lettere måde at skaffe guld
13. Lammetyven, bondeoprøret, omviseren, kabalefuglen og trickspilleren
14. Portalen; døren åbnes
15. Lille spejl på væggen dér. Vinteren er kold, Ræddik er forsvundet og en ung fransk ridder giver kortvarigt Fersken et nyt håb om flugt, og en rival
16. Rotter på Hareborg. Krigen er kommet. Ræddik er forsvundet, men Andrik vender tilbage

## Trivia
Ræddiks skjold prydes af en sort hare i flugt og inskriptionen: Hop hare hop.